# Midnight Sun (平松愛理の曲)
「Midnight Sun」（ミッドナイト・サン）は、平松愛理の18枚目のシングル。

## 解説
C/Wに前作「おしえて神様」の別バージョンが収録されている。

## 収録曲
（全作詞・作曲：平松愛理　編曲：清水信之）
1. Midnight Sun
2. おしえて神様（Son montuno version）
3. Midnight Sun（オリジナル・カラオケ）